# The Remedy (Jagged Edge)
The Remedy è il settimo album in studio del gruppo musicale statunitense Jagged Edge, pubblicato nel 2011.

## Tracce
1. Intro – 2:00
2. Love On You – 4:28
3. Baby (featuring Fabolous) – 3:52
4. Flow Through My Veins – 3:26
5. My Girl – 3:34
6. I Need A Woman – 3:43
7. Lipstick (featuring Rick Ross) – 3:07
8. Space Ship – 4:21
9. Lay You Down – 3:38
10. Let's Make Love – 3:56
11. When the Bed Shakes – 4:13
12. Mr. Wrong – 3:43